# Заварони, Лена
Ле́на Хи́льда Заваро́ни (англ. Lena Hilda Zavaroni; 4 ноября 1963, Гринок, Инверклайд, Шотландия, Великобритания — 1 октября 1999, Ротсей, Аргайл и Бьют, Шотландия, Великобритания) — британская певица и телеведущая.

## Биография

### Ранние годы и карьера
Лена Хильда Заварони родилась 4 ноября 1963 года в Гриноке (Инверклайд, Шотландия, Великобритания) в семье Виктора Заварони и Хильды Заварони (род.?—ум. в 1989 году от передозировки транквилизаторов). Фамилия Заварони — итальянская фамилия, её дед эмигрант из Италии.
Летом 1973 года Лена была обнаружена продюсером Томми Скоттом, который отдыхал в городе Ротсей, где жила Заварони. Томми услышал пение Лены в группе с её отцом и дядей. Продюсером Лены стала Дороти Соломон.
В период 1974—1982 годов Лена выпустила 7 сольных альбомов: «Ma! He’s Making Eyes at Me» (1974), «If My Friends Could See Me Now» (1974), «The Lena Zavaroni Collection» (1975), «Presenting Lena Zavaroni» (1978), «Songs Are Such Good Things» (1980), «Lena Zavaroni And Her Music» (1981) и «Hold Tight, It’s Lena» (1982).
Лена была близкой подругой Бонни Лэнгфорд, с которой она участвовала в телевизионном шоу «Lena and Bonnie».

### Личная жизнь, болезнь и смерть
Начиная с 13-летнего возраста Лена страдала нервной анорексией. Заварони объясняла свою болезнь тем, что в шоу-бизнесе на неё часто происходило давление из-за её веса — она постоянно худела, чтобы суметь влезть в сценические костюмы.
В 1989 году Лена вышла замуж за компьютерного консультанта Питера Уайлтшира, в этом же году от передозировки транквилизаторами умерла мать Лены — Хильда. В 1991 году после расставания со своим супругом Лена переехала в английский город Ходдсон, чтобы быть поближе к своему отцу и мачехе.
Всё это время Лена продолжала болеть и безуспешно лечиться от нервной анорексии, что в итоге подкосило её психологическое состояние.
В сентябре 1999 года Лена перенесла операцию, которая несколько облегчила её состояние, и она даже начала задумываться о возвращении на сцену. Несмотря на успешную операцию, через 3 недели после неё у Заварони начала развиваться грудная инфекция. 1 октября 1999 года незадолго до своего 36-летия Лена скончалась от пневмонии в Ротсее (Аргайл и Бьют, Шотландия, Великобритания). Многочисленные проблемы со здоровьем настолько подкосили певицу, что на момент смерти она весила всего 32 килограмма.

## Дискография
- 1974 — «Ma! He’s Making Eyes at Me»
- 1974 — «If My Friends Could See Me Now»
- 1975 — «The Lena Zavaroni Collection»
- 1978 — «Presenting Lena Zavaroni»
- 1980 — «Songs Are Such Good Things»
- 1981 — «Lena Zavaroni And Her Music» (1981)
- 1982 — «Hold Tight, It’s Lena»